# Chlamydogobius
Chlamydogobius és un gènere de peixos d'aigua dolça de la família dels gòbids i de l'ordre dels perciformes.

## Descripció
Són capaços de canviar llurs colors per camuflar-se amb l'entorn.

## Hàbitat
Poden viure en aigües amb una àmplia gamma de temperatures (entre 3 i 43 graus Celsius), pH (entre 6,8 i 9), salinitat (fins a un 60%) i nivells d'oxigen extremadament baixos (sovint per sota de 5 mil·ligrams d'oxigen per litre d'aigua).

## Costums
Atès el baix nivell d'oxigen dels seus hàbitats, tenen el costum de col·locar-se damunt dels llits d'algues per capturar l'oxigen que produeixen.

## Estat de conservació
Les activitats humanes han reduït sovint la pressió dels aqüífers que alimenten les fonts termals d'Austràlia on viuen, la qual cosa ha produït que algunes espècies estiguin en perill d'extinció.

## Taxonomia
- Chlamydogobius eremius  (Zietz, 1896)[8]
- Chlamydogobius gloveri  (Larson, 1995)[9]
- Chlamydogobius japalpa  (Larson, 1995)[9]
- Chlamydogobius micropterus  (Larson, 1995)[9]
- Chlamydogobius ranunculus  (Larson, 1995)[9]
- Chlamydogobius squamigenus  (Larson, 1995)[9][10][11][12][13][14][15]